# Krister Andrén
Nils Krister Wilhelm Andrén, född 27 maj 1946 i Solna församling i Stockholms län, är en svensk försvarsforskare.

## Biografi
Andrén avlade civilingenjörexamen i teknisk fysik vid Tekniska högskolan 1971 och anställdes vid Försvarets forskningsanstalt 1972. Han var ämnessakkunnig i Huvudenheten för säkerhetspolitiska och internationella frågor vid Försvarsdepartementet från 1987 till 1995 eller 1996 och ämnessakkunnig i Enheten för europeisk säkerhetspolitik vid Utrikesdepartementet 1996–1997. Andrén var därefter försvarsrådgivare vid svenska NATO-delegationen i Bryssel 1997–2001, försvarspolitisk rådgivare till överbefälhavaren i Högkvarteret 2001–2009 och politisk rådgivare till ordföranden i Europeiska unionens militära kommitté 2009–2012.
Andrén invaldes som ledamot av Kungliga Krigsvetenskapsakademien 2001.
Krister Andrén är son till professor Nils Andrén och filosofie kandidat Birgit Björck.